# Mustafa Akkad
Muṣṭafā al-ʿAkkād, noto anche come Moustapha Akkad (in arabo مصطفى العقاد ‎?; Aleppo, 1º luglio 1930 – Amman, 11 novembre 2005), è stato un produttore cinematografico e regista siriano naturalizzato statunitense, noto per aver prodotto la serie di Halloween ed aver diretto Maometto, messaggero di Dio e Il leone del deserto.

## Biografia
Nei primi anni cinquanta suo padre, un carpentiere, gli diede 200 dollari ed una copia del Corano prima che lasciasse la sua patria per partire alla volta degli Stati Uniti per studiare regia e produzione all'Università della California di Los Angeles. A UCLA Akkad incontrò il leggendario regista Sam Peckinpah, che divenne il suo mentore cinematografico. Peckinpah lo prese come consigliere per un film sulla guerra d'Algeria, che però non fu mai realizzato e lo continuò ad incoraggiare fino a quando questi non trovò un nuovo lavoro alla CBS.
Nel 1976 produsse e diresse Maometto, messaggero di Dio, con Anthony Quinn e Irene Papas. Akkad affrontò l'opposizione che Hollywood mostrava nei confronti di un film sulle origini dell'Islam, ma dovette andare fuori dagli Stati Uniti per trovare produttori. Mentre lavorava su Maometto, consultò esponenti del mondo religioso islamico e provò a essere rispettoso verso l'Islam e i suoi punti di vista mentre creava la figura del profeta Maometto. Vide il film come un ponte che colmasse il baratro tra mondo occidentale e islamico, come attesta un'intervista risalente al 1976:
Nonostante tutto, alcuni cinema ricevettero chiamate minatorie da persone che pensavano che il film offendesse l'Islam perché ritraeva il profeta in maniera terrena; anche se mai durante la pellicola è possibile vedere Maometto.
Nel 1978, aiutò a creare un film a basso costo che è divenuto storia: produsse infatti Halloween - La notte delle streghe. Akkad divenne ben noto per il suo ruolo da produttore di tutta la saga di Halloween, mantenne infatti i diritti che crearono i sette sequel e fu l'unico membro della produzione a non aver mai lasciato la serie, fino alla sua morte. Dal 2007, anno di uscita di Halloween - The Beginning e per tutti i film successivi fino al 2022, anno di uscita di Halloween Ends, la produzione della saga passa al figlio Malek (attuale detentore dei diritti della saga).
Nel 1980, diresse il suo secondo grande progetto, Il leone del deserto, nel quale Anthony Quinn e Irene Papas furono affiancati da Oliver Reed, Rod Steiger e John Gielgud. Il film raccontava del capo beduino realmente esistito Omar al-Mukhtar che combatté le truppe italiane di Mussolini nel deserto della Libia. Il film ricevette inizialmente pubblicità negative in Occidente anche perché parzialmente finanziato da Gheddafi, che investì 35 milioni di dollari nella realizzazione della pellicola a fini propagandistici. In Italia il film non è mai stato proiettato ufficialmente fino al 2009, quando fu trasmesso dalla piattaforma televisiva Sky, a causa della censura imposta dalle autorità politiche, preoccupate della cattiva luce sotto cui veniva posto il Regio Esercito e, conseguentemente, le Forze armate italiane.
Nel Regno Unito, Akkad provò una volta a comprare i Pinewood Studios dalla Rank Organisation, ed ebbe anche uno studio a Twickenham. Stava per produrre un film da 80 milioni di dollari con Sean Connery su Saladino e le crociate (per il quale aveva già una sceneggiatura pronta) che sarebbe stato girato in Giordania. Riguardo al film, disse:
Akkad e la figlia trentaquattrenne Rima Akkad Monla sono deceduti in un attentato suicida perpetrato da terroristi di al-Qāʿida ad Amman del 2005. Erano entrambi nella piazza dell'hotel Grand Hyatt. Sua figlia è morta sul colpo mentre Akkad è morto per complicazioni due giorni dopo in ospedale.

## Filmografia

### Regista
- Il messaggio (1976)
- Il leone del deserto (1981)

### Produttore
- Risâlah, al- (1976)
- Il messaggio (1976)
- Halloween - La notte delle streghe (1978)
- Il leone del deserto (1981)
- Il signore della morte (1981)
- Halloween III - Il signore della notte (1982)
- Free Ride (1986)
- Halloween 4 - Il ritorno di Michael Myers (1988)
- Halloween 5 - La vendetta di Michael Myers (1989)
- Halloween 6 - La maledizione di Michael Myers (1995)
- Halloween - 20 anni dopo (1998)
- Halloween - La resurrezione (2002)